# Kováts Tibor (táncművész)
Kováts Tibor (Budapest, 1963. szeptember 26. –) Liszt Ferenc-díjas magyar táncművész, balettpedagógus,  kiváló művész.

## Életpályája
Szülei: Kováts Gyula és Heini Ágnes. 1973-1982 között az Állami Balettintézet diákja volt Sterbinszky László osztályában. 1982-ben ezüstérmet szerzett a Nemzetközi Balettversenyen, Lausanne-ban. Még ugyanebben az évben aranyérmes lett Amalfi-ban, szintén a Nemzetközi Balettversenyen. 1982-1983 között a moszkvai Nagyszínházban tanult. 1983 óta az Operaház táncosa. 1986-ban két bronzérmet szerzett a Nemzetközi Balettversenyen; egyet Jackson-ban, egyet pedig Várnán. 1987 óta az Operaház magántáncosa. Az 1980-as évek végétől az Állami Balettintézet tanára. 1990-1992 között, valamint 1998-2002 között a Magyar Táncművészeti Főiskola balettmestere volt. 1992-1993 között a Budapest Balett balettigazgatója volt. 2012 óta a Budapest Kortárstánc Főiskola balett mestere.
Magas szintű technikai tudással rendelkező táncművész, virtuóz ugró- és forgóképessége által sok klasszikus és modern balett főszereplője, több karakterfigura ihletője, s egyedülálló megvalósítója. Nemcsak balettekben szerepel, szívesen vállal musicalszerepeket is. Sok külföldi városban is vendég szerepelt, többek között; Tokió, Párizs, Zürich, Palermo, Montréal, Kijev, Moszkva, Szentpétervár, Jeruzsálem, Berlin és Edinburgh.

## Színházi szerepei
A Színházi Adattárban regisztrált bemutatóinak száma: színészként: 1; koreográfusként: 5.

### Színészként
- Szokolay Sándor: Szávitri....Galuda madár (tánc)

### Koreográfusként
- Menken: Rémségek kicsiny boltja (1993-1994)
- Turgenyev: Egy hónap falun (1993)
- Fényes Szabolcs: A kutya, akit Bozzi úrnak hívtak (2001)

### Egyéb színházi szerepei
- Seregi László: A fából faragott királyfi....Fabáb; Királyfi
- Seregi László: Sylvia....Ámor
- Ashton: A rosszul őrzött lány....Alain
- Prokofjev–Seregi: Rómeó és Júlia....Bohóc
- Seregi: Szentivánéji álom....Puck
- Róna Viktor: Csipkerózsika....Kék madár
- Pártay Lilla: Anna Karenina....Halál
- László P.: Derby....Katona
- A bahcsiszeráj szökőkút....Nurali
- A velencei mór....Bolond
- Johann Strauss: Térzene....Mecénás
- A csodálatos mandarin....Öreg gavallér
- Delibes: Copélia....Copélius
- Hófehérke és a hét törpe....Tudor

## Filmjei
- Revue déja vu (2000)